# Guerra di Valtellina
La guerra di Valtellina (1620-1626) fu un conflitto per il controllo della Valtellina e delle contee di Bormio e Chiavenna, nel generale contesto della guerra dei trent'anni e dei cosiddetti "Torbidi grigionesi" (in tedesco "Bündner Wirren") che scuotevano la regione retica in quel periodo.
Lo scontro vide coinvolti da una parte la "Casa d'Asburgo" (cioè il Regno di Spagna di Filippo IV e il Sacro Romano Impero di Ferdinando II) e dall'altra la Repubblica delle Tre Leghe, supportata ad alterne riprese dalla Repubblica di Venezia, da Carlo Emanuele I di Savoia e da Luigi XIII di Francia. Un secondo conflitto si ebbe negli anni '30 quando le Tre Leghe si scontrarono invece con i francesi, impadronitisi della Valtellina nel 1635, alleandosi con gli spagnoli per riottenere il territorio conteso.
La Repubblica delle Tre Leghe aveva interesse a mantenere la Valtellina nella propria sfera di controllo perché si trattava di una valle fertile a sud delle Alpi, importante via di comunicazione per i commerci (e quindi terreno favorevole per l'imposizione di tasse). Gli spagnoli, invece, erano interessati soprattutto all'importanza strategica della Valtellina, uno dei "corridoi" fondamentali della cosiddetta "Strada spagnola" per le Fiandre che, attraverso i passi dello Stelvio e dell'Umbrail, portava dal Ducato di Milano, controllato dagli Asburgo di Spagna, al Tirolo, controllato dagli Asburgo d'Austria.

## Contesto

### L'occupazione grigionese della Valtellina

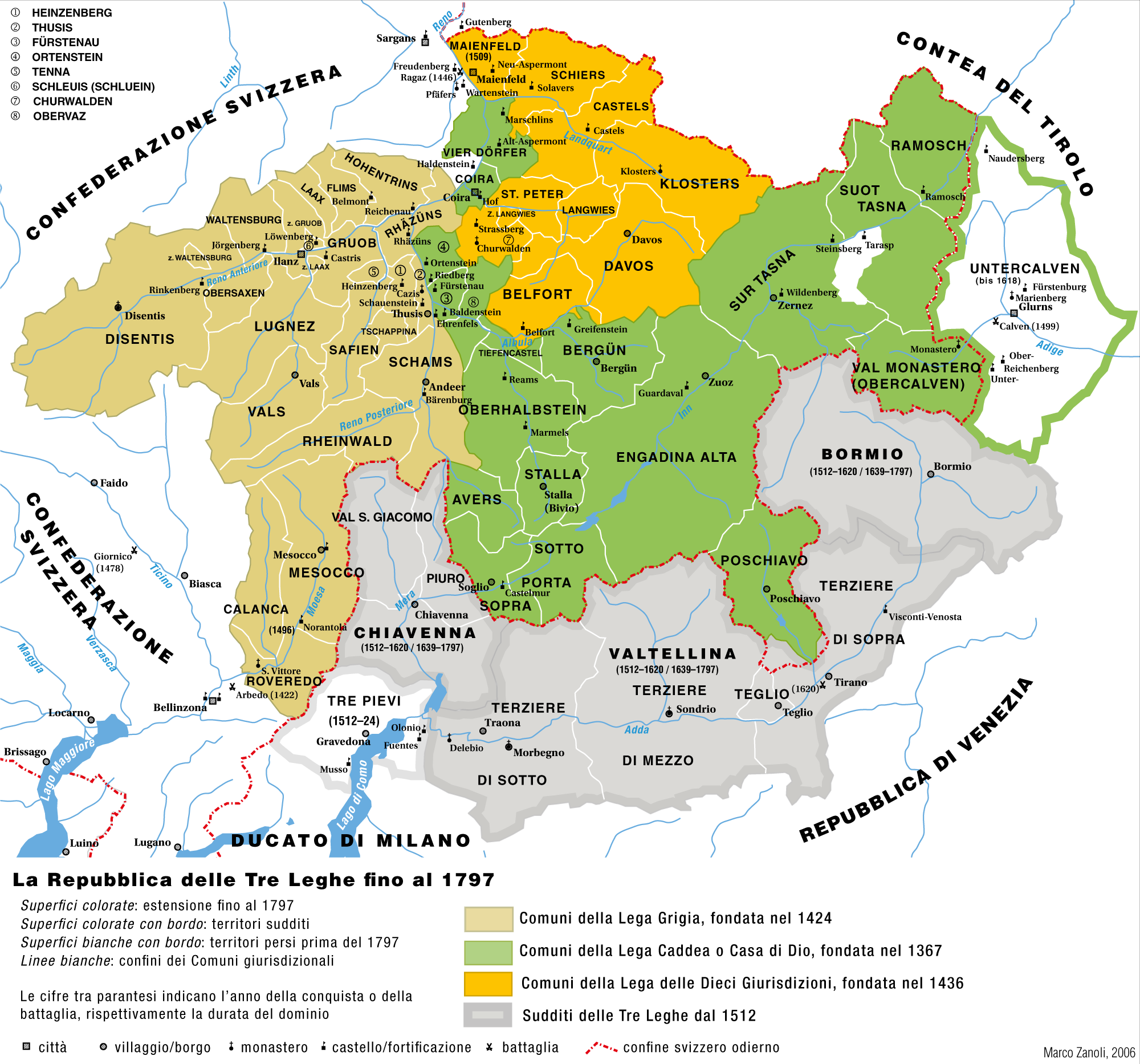
I Grigioni tra il 1512 e il 1797: in grigio, i territori valtellinesi.

La Valtellina (divisa in terzieri: "inferiore", "di mezzo" e "superiore") e le due contee erano, all'epoca, territori soggetti alla Repubblica delle Tre Leghe, una federazione formata da Lega Grigia, Lega della Casa di Dio e Lega delle Dieci Giurisdizioni, unitesi tra di loro a Vazerol nel 1471.
Già più di un secolo prima della guerra di Valtellina, in dettaglio il 27 febbraio 1487, un esercito proveniente da Coira (capitale della Lega della Casa di Dio) e dalla Lega delle Dieci Giurisdizioni, circa sei o settemila fanti, con cavalli e donne al seguito, sceso attraverso la Valdidentro, si era presentato alle porte di Bormio. Al comando dell'esercito grigionese erano i capitani Giovanni Loher, Ermanno Capaul e Nicola Buol. Le truppe del duca di Milano, Ludovico il Moro, allora signore anche della Valtellina e delle due contee, rinunciarono a difendere la città che venne saccheggiata. Dopo il saccheggio di Bormio, l'esercito dei Grigioni cominciò a scendere lungo la valle dell'Adda. Sorpassata Grosotto, i Grigioni si impadronirono di Tirano, Teglio e Sondrio. A questo punto le truppe del Ducato di Milano si mossero per fermare l'avanzata dei Grigioni e, dopo alcuni episodi sfavorevoli, riuscirono a sconfiggerli nella piana di Caiolo. Dopo ulteriori scontri si stipulò un trattato di pace ad Ardenno (ancora nel 1487) che prevedeva anche il pagamento, da parte di Ludovico il Moro alle Tre Leghe, di 12 000 ducati come risarcimento per i danni di guerra. Nel 1500, dopo l'assedio di Novara e la sconfitta dei milanesi, Ludovico il Moro perse il Ducato di Milano, che insieme con la Valtellina passò al re di Francia, Luigi XII.
Dopo dodici anni di dominio francese, che si dimostrò dispotico ed arrogante ai danni della popolazione locale, nel 1512 Valtellina e Valchiavenna vennero nuovamente invase dai Grigioni, che questa volta vennero accolti con sollievo anche da parte dei valtellinesi e chiavennaschi. Il 13 aprile 1513 venne sottoscritto a Ilanz un patto tra le Tre Leghe e i Valtellinesi (del quale, però, si conserva solo una copia seicentesca, sulla cui validità gli storici nutrono dubbi); in esso, i Grigioni si rivolgevano ai Valtellinesi con l'appellativo di "cari confederati".
Per allontanare i rischi di successo di una eventuale rivolta, nel 1526 i Grigioni fecero demolire tutti i castelli di Valtellina e Valchiavenna. Anche la pressione fiscale sulle popolazioni locali si mantenne sempre abbastanza elevata: per esigere un pagamento delle tasse proporzionale al patrimonio posseduto, i Grigioni indissero un estimo generale, uno dei primi esempi di catasto condotto con criteri simili a quelli moderni.
Valtellina e Valchiavenna, comunque, godevano di un alto grado di autonomia. La Valtellina vera e propria, sempre divisa in tre terzieri, era amministrata da un "consiglio di valle", con deputati nominati da ciascuna delle comunità locali (gli agenti). Le due contee di Bormio e Chiavenna si amministravano autonomamente ma, per le questioni di comune interesse, mandavano al consiglio di valle o il loro voto per iscritto, o alcuni deputati delegati a rappresentarne gli interessi. Nel 1531 i Valtellinesi compilarono una raccolta organica e unificata delle loro leggi o statuti, e la presentarono alla dieta delle Tre Leghe, che la approvò: nascevano così gli Statuti di Valtellina. Un governatore, con mandato biennale, era il rappresentante del governo delle Tre Leghe nelle valli.

### La Riforma in Valtellina

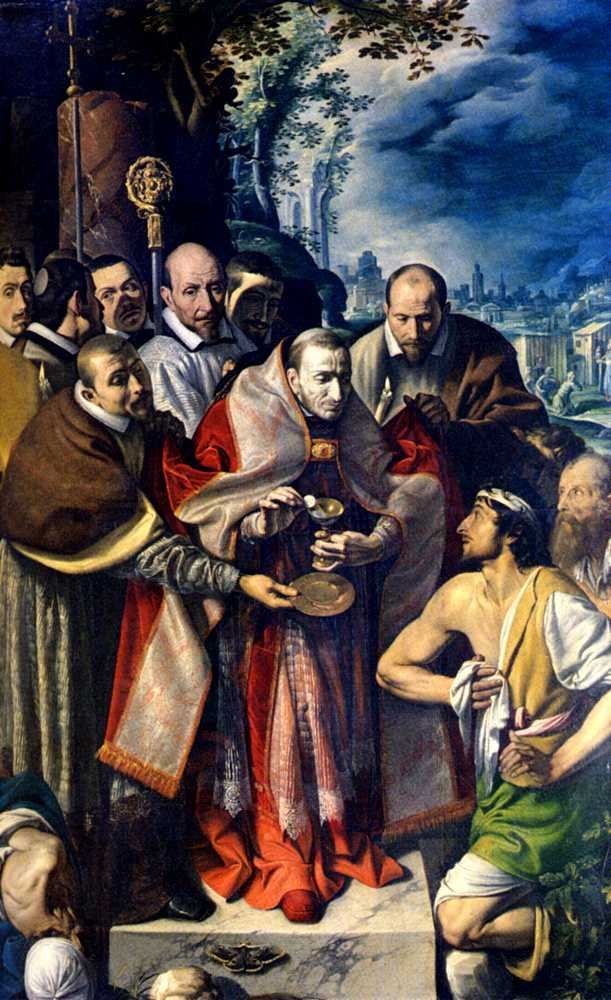
San Carlo Borromeo, in occasione della sua visita pastorale a Tirano, amministrò la cresima e la comunione sul sagrato della chiesa cittadina.

La guerra di Valtellina fu una conseguenza diretta delle tensioni esistenti nel territorio tra cristiani cattolici e cristiani riformati.
Tra il 1526 e il 1527, a seguito di una pubblica disputa tra cattolici e riformati, tenutasi a Ilanz (capoluogo della Lega Grigia), e dell'abolizione della celebrazione della messa decretata dal consiglio della città di Coira (capoluogo della Lega della Casa di Dio), circa la metà dei comuni grigioni passarono progressivamente alla Riforma protestante. In quell'occasione, era stato emanato anche un editto di tolleranza (de. Toleranzedict), con il quale si riconosceva la facoltà di praticare, all'interno del territorio delle Tre Leghe, la confessione cattolica accanto a quella riformata.
L'applicazione del Toleranzedict fu alquanto complessa nei Grigioni, dove la presenza degli evangelici era connessa all'emigrazione dall'Italia di esuli perseguitati dall'Inquisizione per la loro adesione - dichiarata o sospettata - alla Riforma. Si trattava, in genere, di personaggi d'elevato livello culturale, spesso umanisti, per i quali le valli dell'Adda e della Mera costituivano un rifugio ideale: terre di lingua e cultura italiane ma non appartenenti a Stati italici soggetti alla Romana Inquisizione. Nonostante l'impegno profuso nella predicazione e nella diffusione della Riforma da parte di personaggi anche culturalmente degni di nota (per esempio Pier Paolo Vergerio, già arcivescovo di Capodistria), buona parte della popolazione di Valtellina, Chiavenna e Bormio si era però dimostrata impermeabile al protestantesimo, spesso visto come una "novità" estranea alle tradizioni locali. Ciò non impedì il costituirsi di comunità evangeliche nella Valtellina (fino al 1620 nel "Terziere di mezzo" erano presenti tredici comunità abbastanza numerose, a loro volta suddivise in gruppetti disseminati nelle frazioni) e alcune chiese riformate nella valle della Mera, tra cui quella, numerosa e vivace, del capoluogo Chiavenna.
Le singole comunità civili locali, in quanto suddite delle Tre Leghe, erano vincolate dai deliberati dell'annuale dieta federale e pertanto non potevano decidere in merito all'una o all'altra confessione. La legislazione retica in campo religioso, condizionata dalla forte componente riformata e preoccupata di tutelare la minoranza protestante nei territori soggetti, finì però per sbilanciarsi a favore degli Evangelici di Valtellina e Valchiavenna a danno dei Cattolici. In particolare, i deliberati del 1557-1558 imposero alle comunità l'obbligo di lasciare ai riformati una delle chiese dove ve ne fosse più di una (o che cattolici e riformati facessero uso comune del medesimo tempio ove non ve ne fossero di più), nonché di mantenere i Pastori esattamente come i Parroci, talora dirottando a questo scopo le entrate provenienti da benefici ecclesiastici già esistenti. Le disposizioni della Repubblica delle Tre Leghe, inoltre, comprendevano anche restrizioni alla giurisdizione ecclesiastica del vescovo di Como e alla presenza degli Ordini religiosi in Valtellina. Questi provvedimenti finirono per suscitare reazioni da parte della componente cattolica della popolazione che tra l'altro rimaneva nettamente maggioritaria.
La situazione dei cattolici valtellinesi e chiavennaschi era pertanto motivo di preoccupazione per i vescovi di Como, in particolare per i presuli che cominciarono ad applicare i principi della Controriforma scaturiti dal Concilio di Trento: Giovanni Antonio Volpi (anni 1559-1588), Feliciano Ninguarda (1588-1595) e Filippo Archinti (1595-1621). Lo stesso Carlo Borromeo, arcivescovo di Milano insignito anche del titolo di "Protector Helvetiae" dalla Chiesa cattolica, aveva avuto fortemente a cuore la situazione della Valtellina, seguendone la situazione attraverso suoi fiduciari e visitandola al volgere del 1582: portatosi in Val Mesolcina) per una visita pastorale, istituì 162 processi contro sacerdoti "indegni", eretici e streghe da cui scaturirono 12 condanne al rogo.

## Il conflitto

### Dalla strage dei protestanti alla pace di Monzón

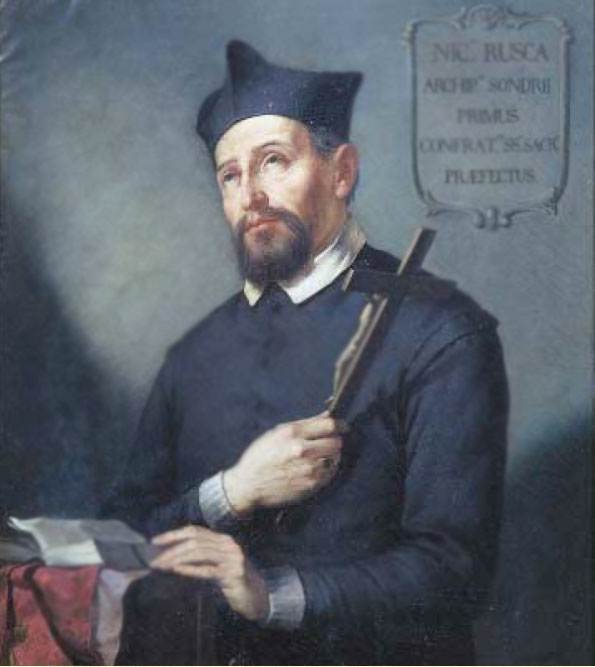
"Nicolò Rusca", arciprete di Sondrio - dipinto di Antonio Caimi (1852).

Giacomo Robustelli, leader del partito cattolico valtellinese - dipinto coevo.

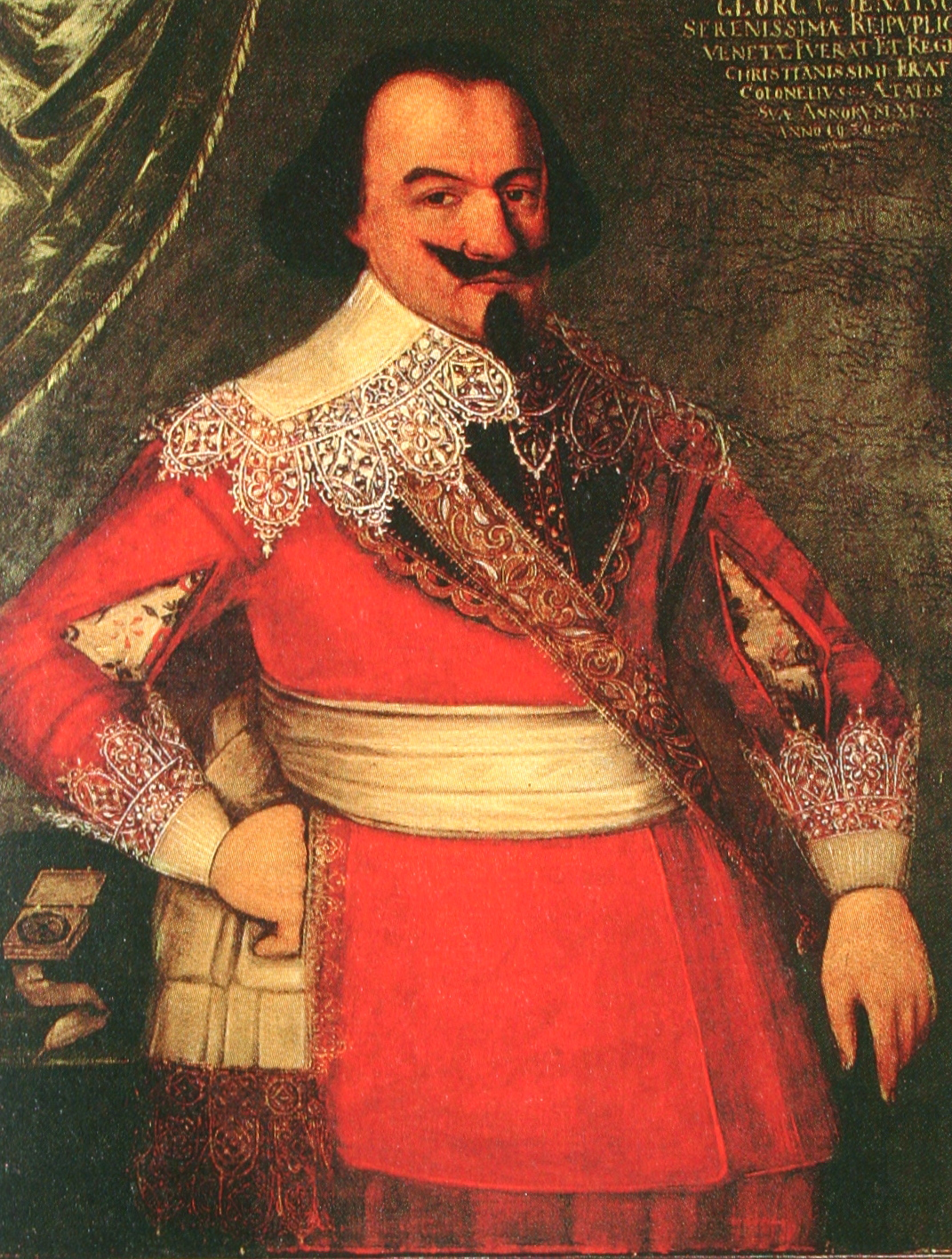
Jürg Jenatsch, leader, per un certo periodo, del partito protestante grigionese - dipinto coevo.

Le tensioni iniziarono nel 1617 allorché i Grigioni emanarono gravi Editti in pregiudizio dei cattolici.
Queste tensioni si aggravarono con la morte nel 1618 dell'arciprete di Sondrio, Nicolò Rusca, mentre era sottoposto a tortura da parte di un tribunale penale speciale, controllato da un gruppo di pastori riformati fortemente anti-spagnoli, tra i quali Jürg Jenatsch.
Dopo un scrupolosa preparazione diplomatica presso la corte Savoia, il duca di Feria e l'Arciduca Leopoldo d'Austria svolta da Giacomo  Robustelli e il condottiero Giovanni Guicciardi, il consiglio generale di Valle deliberò di "dichiarare guerra ai Grigioni". Giovanni Guicciardi giunto in Sondrio alla testa di 800 uomini intimò al Governatore svizzero di andarsene.
Si giunse così al cosiddetto "sacro macello" del 1620, in cui diverse centinaia di evangelici, in stragrande maggioranza valtellinesi, furono massacrati da squadre di cattolici, guidati da Giacomo Robustelli, del "clan" dei Planta.
La cruenta rivolta, fomentata e coordinata a distanza dal governatore spagnolo di Milano, il duca di Feria, ebbe così la sua manifestazione più eclatante nella strage dei protestanti.
Agli Spagnoli si oppose fermamente il partito filo-veneziano delle Tre Leghe, allora dominato dalla famiglia Salis e da Jenatsch: molti simpatizzanti per la Spagna, che pure in minoranza erano presenti anche tra i Grigioni, furono oggetto di assassini mirati, a partire dal signorotto engadinese Pompejus Planta.
Dopo il "Macello", i Grigioni si videro costretti a ritirarsi a nord delle Alpi e la Valtellina venne invasa militarmente dagli spagnoli, presenti in forze massicce al forte di Fuentes. Il duca di Feria, infatti, aveva inviato truppe in appoggio ai cattolici, truppe che in breve tempo occuparono militarmente l'area, riportando il "corridoio valtellinese" sotto il dominio asburgico.
 
I Grigioni chiesero aiuto ai francesi e nell'aprile 1621 ci fu un primo tentativo di porre fine alla guerra con la firma del trattato di Madrid: la Spagna acconsentì a rendere la Valtellina ai Grigioni in cambio della garanzia di libero culto per il partito cattolico di Robustelli mentre la Francia si sarebbe impegnata per impedire l'alleanza tra Venezia e i Grigioni. Il trattato venne tuttavia disatteso dagli spagnoli e la guerra riprese: supportato dagli austriaci, il duca di Feria passò l'Engadina ed occupò Coira nel novembre 1621; Robustelli venne nominato capitano henerale della Valtellina e Guicciardi luogotenente henerale.

La risposta francese alla violazione degli accordi di Madrid fu praticamente nulla, così i Grigioni si misero al tavolo dei negoziati direttamente con la Spagna: nel gennaio 1622 le parti si accordarono per una spartizione dei territori, con la Valtellina agli spagnoli, la Valchiavenna ai Grigioni, la Val Monastero e la Bassa Engadina agli austriaci. Gli Asburgo s'impegnarono anche a pagare un tributo annuo ai Grigioni per garantire un passaggio sicuro alle loro truppe sul territorio grigione.

Venezia e la Savoia tentarono di disfare l'accordo richiamando nelle Alpi la Francia ma ottennero solo che, con il trattato di Aranjuez (3 maggio 1622), gli spagnoli si impegnassero a lasciare i castelli valtellinesi nelle mani di una terza parte. Nel febbraio 1623, la Francia si alleò con Venezia e la Savoia per arginare il potere asburgico ed obbligare la Spagna a mantenere gli accordi di Aranjuez. Papa Gregorio XV inviò dunque nella valle 1500 fanti e 500 cavalli per occuparne le fortezze come "parte terza" ed evitare così l'estendersi in Italia delle guerre di religione. Con il trattato di Parigi, la Spagna accettò la mediazione papale ma anche questo trattato seguì la stessa sorte del precedente: alla morte di papa Gregorio in luglio, il successore Papa Urbano VIII ritirò gli armati dalla Valtellina, permettendo agli spagnoli, spostatisi in Valchiavenna, di rioccuparla.
Nel 1624, la Francia tornò ad allearsi con veneziani e sabaudi per minare il predominio spagnolo nell'Italia settentrionale. Mentre Carlo Emanuele I di Savoia attaccava simultaneamente Genova ed Alessandria, un esercito francese invase la Valtellina ai comandi del marchese François-Annibal d'Estrées (cattolico) e del duca Enrico II di Rohan (ugonotto), del quale Jenatsch divenne presto uomo di fiducia, scacciando le truppe papali e, per conseguenza, il locale partito cattolico, in favore di Jenatsch e compagni. Gli spagnoli si ritirarono dalla Valtellina (e Robustelli con loro), concentrandosi sul fronte piemontese: mantennero il controllo di Alessandria ed avanzarono fino ad Asti e Verrua Savoia. Entro il 1625, l'attacco sabaudo su Genova fallì, dopodiché una rivolta ugonotta in Aquitania (coinvolgente lo stesso Rohan), distolse le attenzioni del cardinale Richelieu dall'Italia e portò i belligeranti al tavolo delle trattative.
Con la pace di Monzón tra Francia e Spagna (1626), Richelieu riuscì comunque a mettere in discussione l'egemonia asburgica sull'Italia settentrionale. Consapevole dell'impreparazione della Francia di fronte ad una guerra in tutta Europa, e impegnato con la difficile questione interna degli Ugonotti, Richelieu preferì ricercare un accordo con la Spagna per risolvere la questione diplomaticamente. L'uso del "corridoio" da parte degli spagnoli non venne però messo in discussione.

Con la firma del trattato, la Valtellina ritornava sotto il dominio dei Grigioni, che vi permettevano il culto cattolico in cambio di un tributo annuo. I magistrati locali venivano eletti dai Valtellinesi e approvati dai Grigioni.

In realtà, però, la Spagna rimase nei territori occupati, causando la continuazione del conflitto: Robustelli tornò ad occupare l'ufficio di capitano generale della Valtellina; Jenatsch mise insieme una compagnia militare agli ordini dei Veneziani e nel biennio 1628-1629 effettuò diverse operazioni di disturbo nel territorio, mentre le attenzioni degli Spagnoli (ora al comando del governatore milanese de Córdoba) erano risucchiate nell'assedio di Casale Monferrato (nell'ambito della guerra di successione di Mantova e del Monferrato).

## Dalla pace di Monzón al Capitolato di Milano

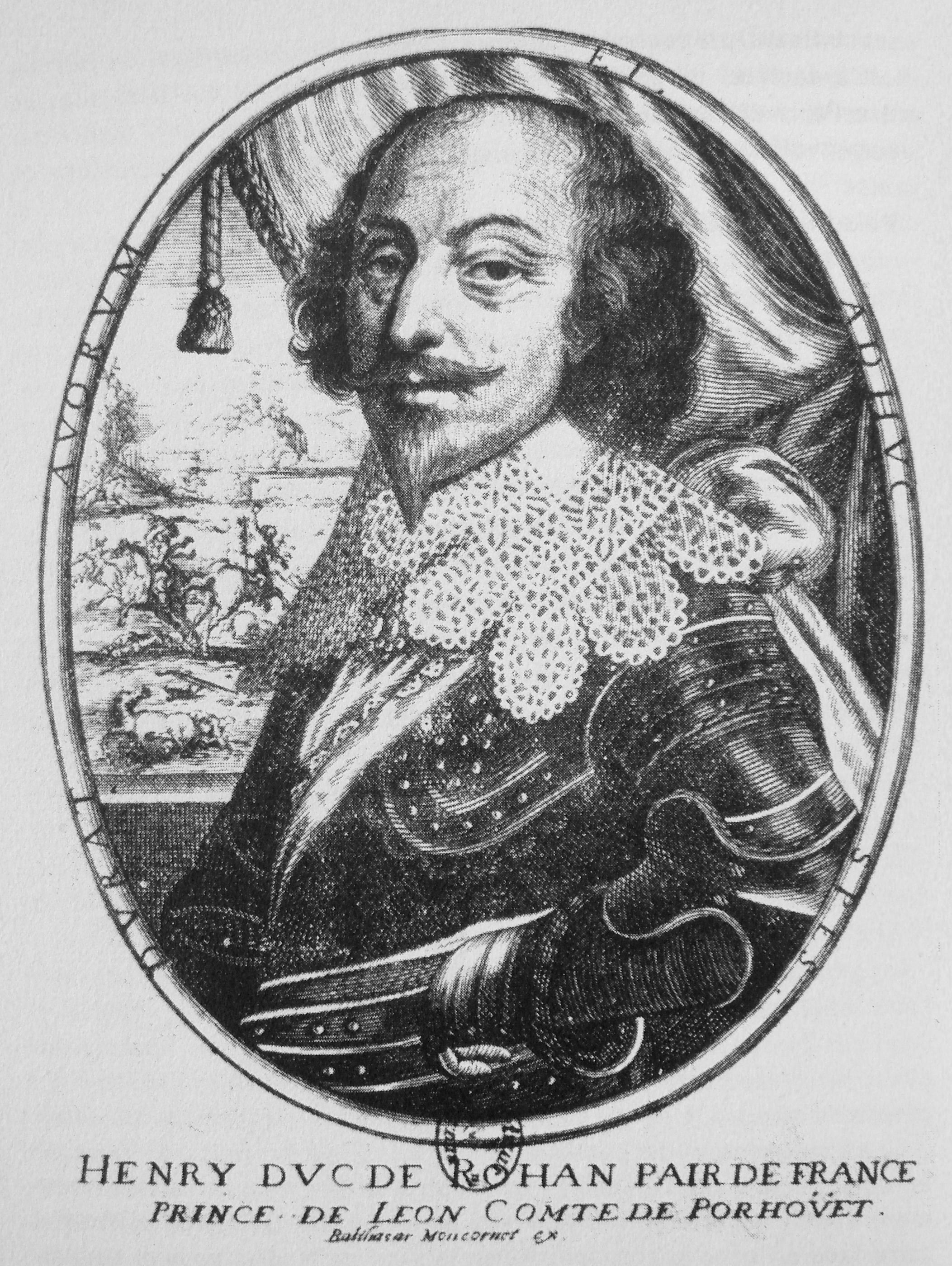
Ritratto di Enrico II di Rohan.

Tornata in mano ai Grigioni, la Valtellina si mantenne "zona franca": il locale partito cattolico poté rientrarvi (salvo Robustelli che si ritirò in esilio a Domaso) e libero transito vi fu garantito alle forze asburgiche che dovevano spostarsi nel complesso scacchiere della guerra dei trent'anni. Proprio dalla Valtellina calò in Italia l'armata tedesca impegnata a Mantova e nel Monferrato citata dal Manzoni ne I promessi sposi:
Nel 1631 i Francesi organizzarono una nuova campagna militare per scacciare gli spagnoli (ora al comando del governatore de Bazán) dalla Valtellina e riconsegnarla alle Tre Leghe. Jenatsch e i suoi uomini fornirono l'appoggio locale alla nuova forza d'invasione. Gli spagnoli si ritirarono ma mantennero libero transito in quelle terre: nel 1633 le armate milanesi, nuovamente al comando del duca di Feria, si portarono alla battaglia di Nördlingen percorrendo la rotta valtellinese della Strada Spagnola senza intoppi.
Nel 1635 un nuovo esercito francese al comando del duca di Rohan calò pertanto in Valtellina, ingaggiò gli spagnoli a Morbegno e li scacciò dalla valle. Rohan pose il suo quartier generale a Tirano (1635-1636) e non si dimostrò affatto intenzionata a restituire ai Grigioni le terre liberate, servendosene come testa di ponte per attaccare i territori spagnoli in Italia: un'armata francese discese la Valsassina fino a Lecco, mentre una seconda si portava ad Abbiategrasso e Varese. Nel resto dello scacchiere europeo della guerra dei trent'anni, il 1636 fu però un anno nefasto per la Francia che non poté approfittare della spinta di Rohan in Lombardia.
A partire dal febbraio 1637, la Kettenbund, un'organizzazione segreta grigionese, cominciò a trattare con gli Asburgo. Ufficialmente non membro della Kettenbund, Jenatsch, convertitosi al cattolicesimo nel '35, ne appoggiò i piani e in marzo guidò 3 000 armati a Landquart, costringendo Rohan a capitolare. I francesi vennero onorevolmente congedati dai Grigioni nel mese di maggio.

Trattative con la Spagna e l'Austria furono portate avanti dai Grigioni per ottenere il ritorno definitivo della Valtellina sotto la sovranità grigionese. Anima delle trattative fu Jenatsch, nel frattempo divenuto governatore di Chiavenna nonché uno degli uomini più potenti della zona (spesso in combutta con i Planta nel portare avanti traffici poco chiari).
Nel 1639, poco dopo l'assassinio di Jenatsch a Coira, il "Capitolato di Milano" chiuse il conflitto: la Valtellina veniva riconsegnata dagli spagnoli ai Grigioni, a condizione che questi vi tollerassero solo la confessione cattolica (uno dei punti fermi imposti dal papato era che non esistesse nessun governo protestante a sud delle Alpi) e che, salvo i funzionari governativi, nessun protestante vi dimorasse per più di tre mesi.

I Grigioni riebbero così la Valtellina, che governarono fino al 1797, e si concluse la guerra di Valtellina, uno degli episodi più tumultuosi e sanguinosi della guerra dei trent'anni.

### Esplicative
1. ↑  Secondo la tradizione, Grosotto venne risparmiata perché i soldati si erano commossi alla vista della processione che usciva dal villaggio implorando misericordia, episodio che venne ritenuto dai grosottini un intervento divino e portò alla costruzione del locale santuario della Vergine delle Grazie.

### Bibliografiche
1. ↑  https://www.treccani.it/enciclopedia/guerra-di-valtellina_(Dizionario-di-Storia)/
2. ↑   Torbidi grigionesi, in Dizionario storico della Svizzera.
3. 1 2  Donati C [a cura di] (2006), Alle frontiere della Lombardia : politica, guerra e religione nell'età moderna, Franco Angeli, p. 73.
4. ↑  Durant W (1957), The Reformation, A History of European Civilization from Wyclif to Calvin: 1300-1564, New York, Simon & Schuster, pp. 403-414.
5. ↑   Repubblica delle Tre Leghe, in Dizionario storico della Svizzera.
6. ↑  Camenisch 1950, cap. IV B.
7. ↑   Valle Mesolcina, in Dizionario storico della Svizzera.
8. ↑  Camenish 1950.
9. ↑   Nicolò Rusca, in Dizionario storico della Svizzera.
10. ↑   Sacro Macello, in Dizionario storico della Svizzera.
11. 1 2 3 4 5  Poccettino G, G. Robustelli, in ASSI, 7, 1932, pp. 3-53.
12. ↑  Wendland 1995, p. 111.
13. ↑  Pieth 1945, pp. 202-205.
14. 1 2 3 4 5 6 7  Haffter 1894.
15. ↑  Vernon 1909, p. 217.
16. ↑  Thion S (1992), Les armées françaises de la guerre de trente ans, LRT Editions, p. 124.
17. ↑  Vernon 1909, p. 219.
18. ↑  Massera 1999, pp. 21-108.
19. ↑   Kettenbund, in Dizionario storico della Svizzera.
20. ↑  Pieth 1945, pp. 221-223.
21. ↑   Capitolati di Milano, in Dizionario storico della Svizzera.